# День рождения (песня, 1982)
«День рожде́ния» (инципит «День рождения твой не на праздник похож…»; второе неофициальное название по строке припева «В музыке только гармония есть») — песня Алексея Максимова на слова Маргариты Пушкиной, написанная в 1982 году и публично исполненная в 1987 году. Впервые прозвучала в исполнении автора — Алексея Максимова, но наибольшую известность получила в исполнении Людмилы Сенчиной.

День рождения твой не на праздник похож —

Третье ноября.

Из гостей только я и докучливый дождь —

Впрочем, как вчера.

В жизни, как обычно, нет гармонии.

Даже в доме твоём, где так любят тепло,

Холодно душе.

Хоть звучит в пустоте и моде назло

Песня о Мишель,

В жизни, как обычно, нет гармонии.

В музыке только гармония есть.

В музыке только гармония есть.

Слушай музыку и прощай.

<…>

## История
В 1981 году клавишник группы «Волшебные сумерки» Алексей Максимов покинул группу, в которой играл вместе с Виталием Дубининым и Владимиром Холстининым, в связи с поступлением в Музыкальное училище имени М. М. Ипполитова-Иванова. Не прерывая связей с «Волшебными сумерками», Максимов написал на излёте существования группы, распавшейся в 1982 году, несколько песен, включая песню «День рождения».

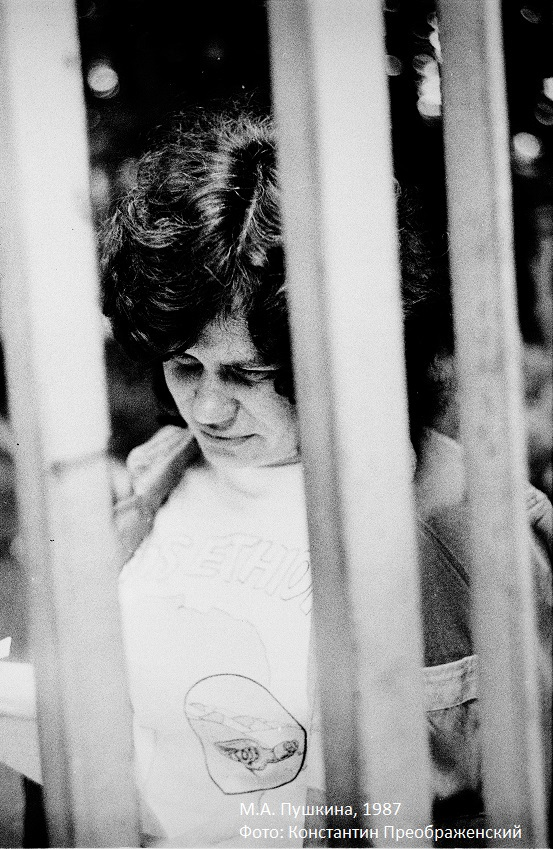
Маргарита Пушкина. 1987

Тексты многих песен группы «Волшебные сумерки» были созданы Маргаритой Пушкиной. Она же стала автором слов песни «День рождения». Дружившая с Александром Градским, Пушкина сделала центральной темой песни его день рождения 3 ноября, на который Градский никого специально не приглашал и праздновал его с теми, кто об этом вспоминал и приходил в этот день в гости сам.

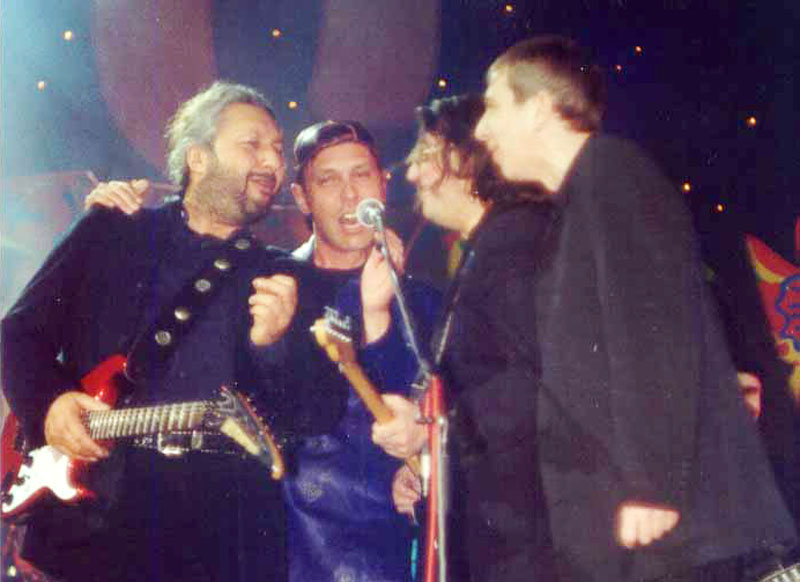
Стас Намин (муж Людмилы Сенчиной в 1980—1987 годах), Николай Носков, Александр Градский и Алексей Романов (слева направо) на юбилейном концерте группы «Цветы» 2001 года

Песня Michelle группы The Beatles, упоминаемая в песне «День рождения», написана Полом Маккартни также 3 ноября (1965 года). Осталось неизвестным, действительно ли звучала Michelle в доме Александра Градского в день его рождения, и знал ли он и Маргарита Пушкина об этом совпадении.

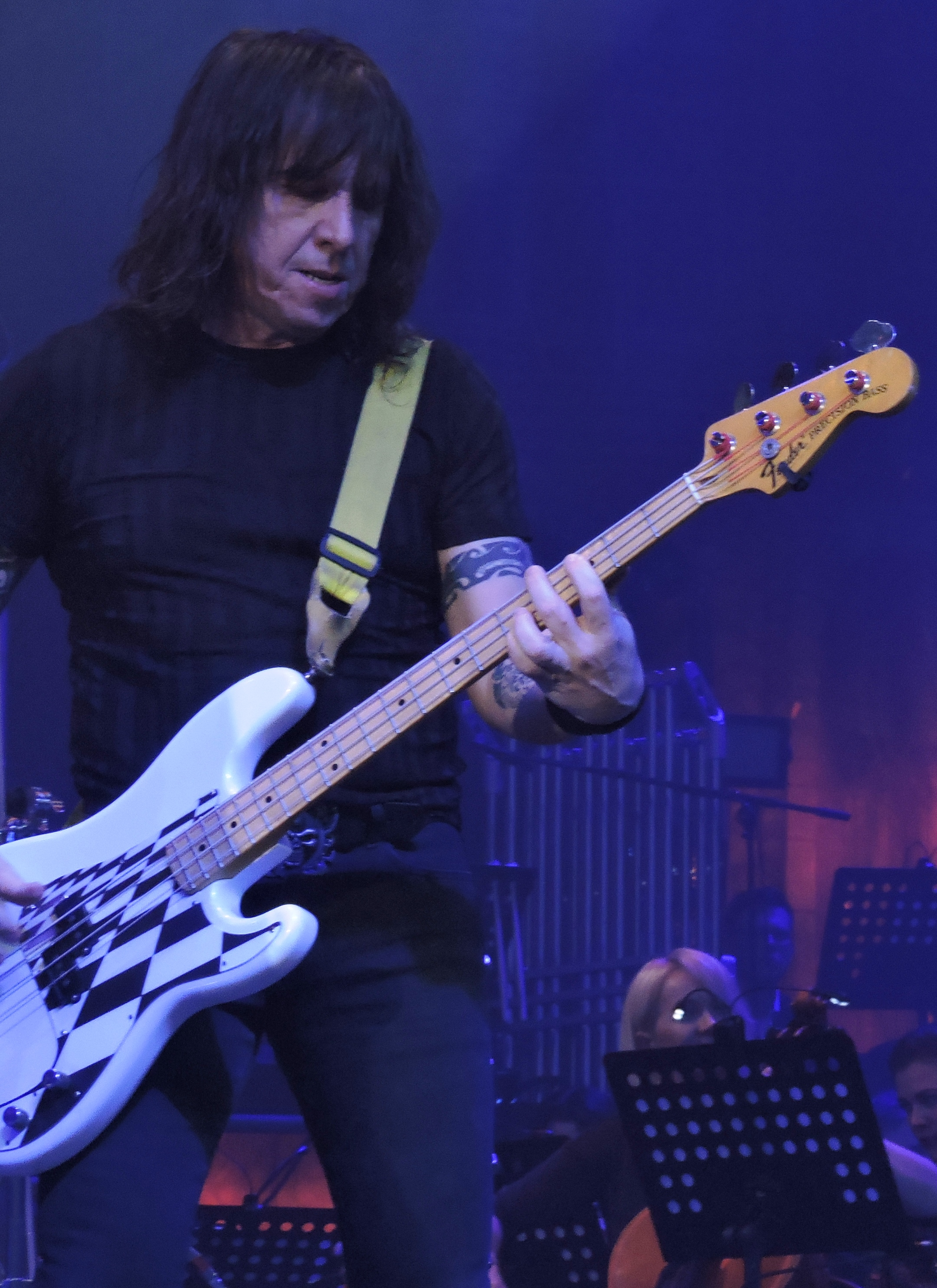
Виталий Дубинин. 2018

Усилиями музыкального редактора программы «Утренняя почта» Марты Могилевской, в то время жены участника «Волшебных сумерек» Виталия Дубинина, пять песен группы, включая песню «День рождения», в 1982 году были записаны для «Утренней почты», но в итоге не попали в программу. Во время перестройки о них вспомнили, и впервые клип с песней «День рождения» с Алексеем Максимовым в качестве вокалиста появился в программе «Утренняя почта» в 1987 году. Существует также версия песни в той же аранжировке с вокалом Виталия Дубинина. Выбор вокалистом Максимова, а не Дубинина мог быть связан с тем, что Марта Могилевская, продолжавшая оставаться музыкальным редактором «Утренней почты», с Дубининым к этому времени уже развелась.

Людмила Сенчина

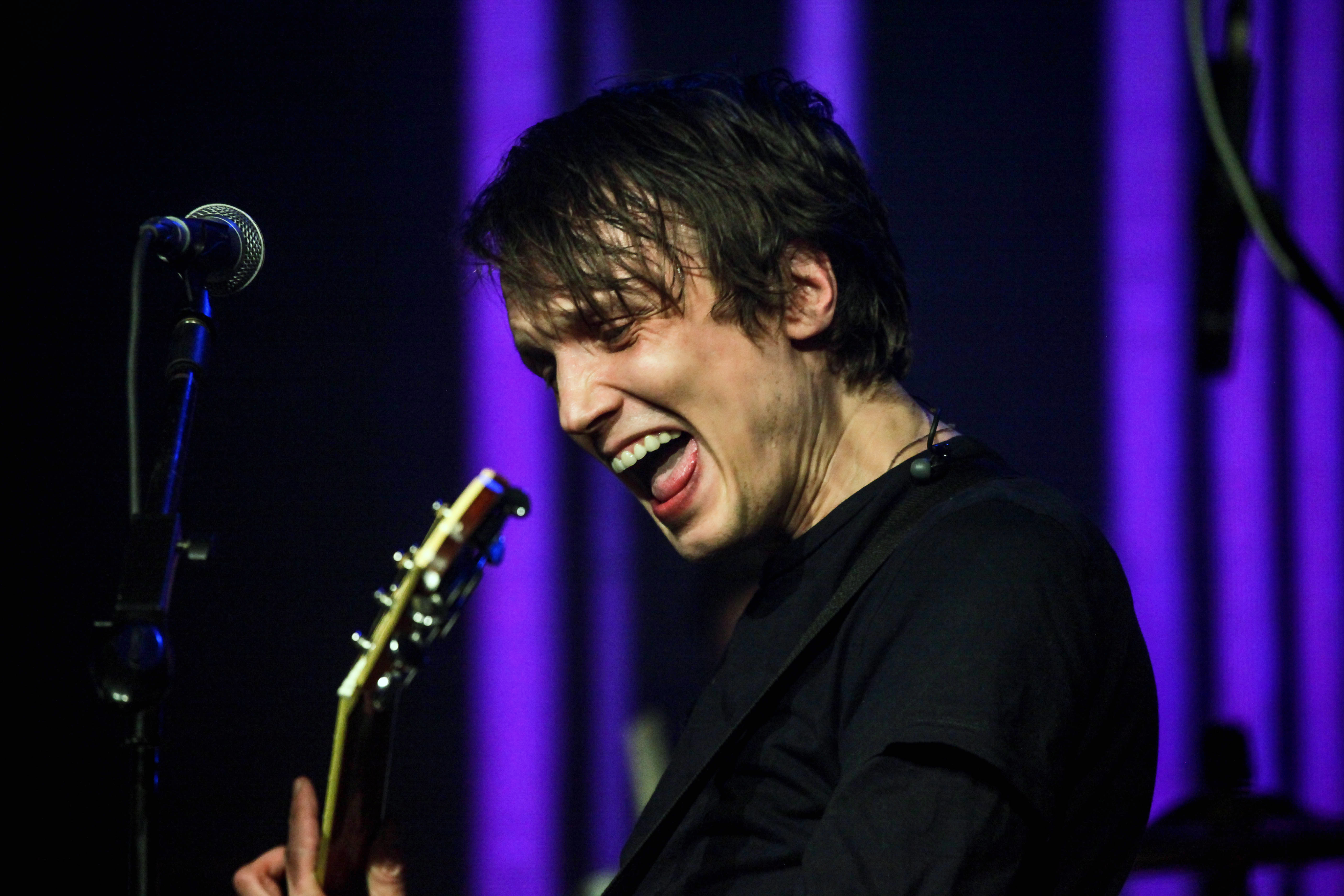
Егор Тимофеев. 2019

В том же 1987 году песня «День рождения» была исполнена Людмилой Сенчиной и не просто вошла в постоянный репертуар певицы, но стала одной из её «визитных карточек». В 2005 году Сенчина возобновила интерес массовой публики к песне, ассоциировавшейся к этому времени уже только с ней, дуэтом с лидером и вокалистом группы «МультFильмы» Егором Тимофеевым. Лирический клавишный проигрыш в припеве, доставшийся Сенчиной «по наследству» от клавишника Алексея Максимова, гитарист Тимофеев заменил в новой аранжировке на риффовое гитарное соло.
В 1989 году бельгийский певец Филипп Лафонтен выпустил сингл Alexis m’attend с оригинальным французским текстом и музыкой, идентичной музыке песни Алексея Максимова «День рождения». Музыкальный рисунок припева у Лафонтена был несколько изменён. Взаимоотношения Максимова и Лафонтена в связи с авторским правом на эту песню остались не прояснёнными. Бельгийский певец исполнял песню на протяжении всей своей карьеры.

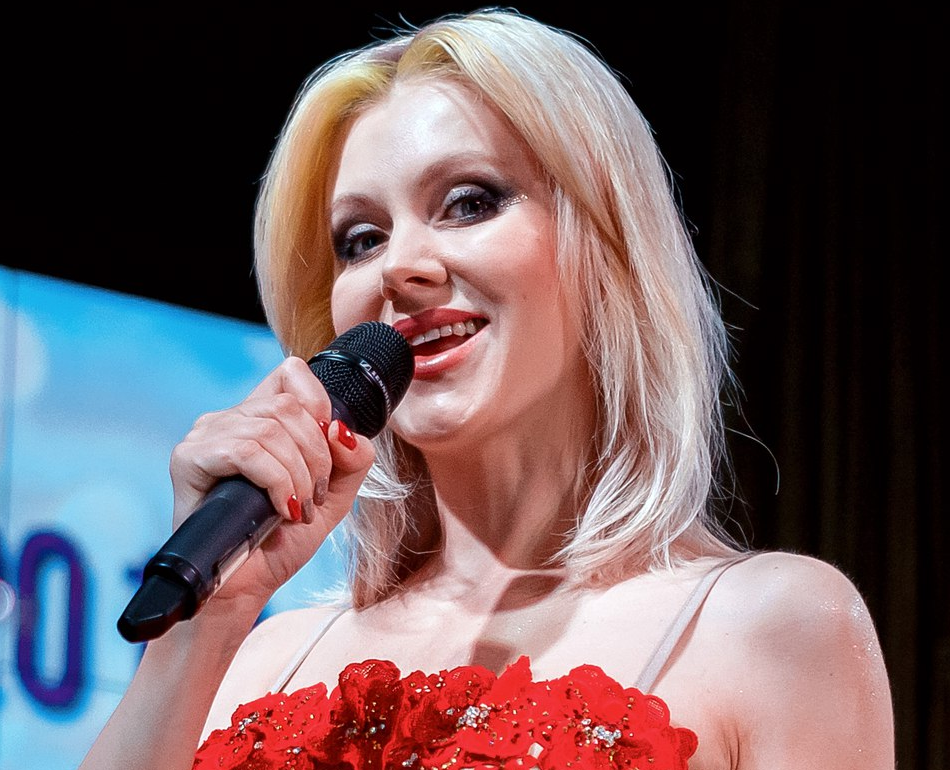
Натали. 2018

«День рождения» в новой битовой аранжировке исполнялся также певицей Натали.

## Видео и аудио

### Алексей Максимов
- Клип песни «День рождения» с Алексеем Максимовым в программе «Утренняя почта». YouTube (1987). Дата обращения: 28 декабря 2020.

### Виталий Дубинин
- Запись песни «День рождения» в исполнении Виталия Дубинина. YouTube. Дата обращения: 31 декабря 2020. (аудио)

### Людмила Сенчина
- Концертное выступление Людмилы Сенчиной с песней «День рождения». YouTube (1988). Дата обращения: 28 декабря 2020.
- Концертное выступление Людмилы Сенчиной с песней «День рождения». YouTube. Гостелерадиофонд (1989). Дата обращения: 28 декабря 2020.
- Выступление Людмилы Сенчиной с песней «День рождения» в программе «Рождённые в СССР». YouTube (2006). Дата обращения: 28 декабря 2020.
- Выступление Людмилы Сенчиной с песней «День рождения» в программе «Сегодня вечером». YouTube (25 марта 2017). Дата обращения: 28 декабря 2020.
- Концертное выступление Людмилы Сенчиной с песней «День рождения» на юбилейном концерте Эдиты Пьехи в БКЗ «Октябрьский». YouTube (31 июля 2017). Дата обращения: 28 декабря 2020.

### Людмила Сенчина и группа «МультFильмы»
- Концертное выступление Людмилы Сенчиной и группы «МультFильмы» с песней «День рождения» в программе «Песни для любимых». YouTube (2005). Дата обращения: 28 декабря 2020.
- Выступление Людмилы Сенчиной и группы «МультFильмы» с песней «День рождения» в программе «Субботний вечер». YouTube (2005). Дата обращения: 30 декабря 2020.
- Клип песни «День рождения» с Людмилой Сенчиной и группой «МультFильмы». YouTube (2008). Дата обращения: 28 декабря 2020.

### Натали
- Запись песни «День рождения» в исполнении Натали. YouTube. Дата обращения: 31 декабря 2020. (аудио)

### Филипп Лафонтен
- Клип песни Alexis m'attend с Филиппом Лафонтеном. YouTube. Дата обращения: 31 декабря 2020.
- Студийное выступление Филиппа Лафонтена с песней Alexis m'attend. YouTube. Дата обращения: 31 декабря 2020.
- Студийное выступление Филиппа Лафонтена с песней Alexis m'attend. YouTube. Philippe Lafontaine (5 мая 2016). Дата обращения: 31 декабря 2020.